# Skogsjordhumla
Skogsjordhumla (Bombus cryptarum) är en insekt i överfamiljen bin (Apoidea). Den kallades tidigare även förväxlad jordhumla, ett namn den fick på grund av att den lätt förväxlas med andra jordhumlor, framför allt mörk jordhumla och kragjordhumla.

## Utbredning
På grund av att skogsjordhumlan först relativt nyligen (räknat från 2013–2014) har identifierats som separat art är populationstätheten fortfarande osäker. Den finns emellertid både i Eurasien och Nordamerika. I Eurasien förekommer den från Brittiska öarna inklusive Irland och Atlantkusten över Central- och Nordeuropa till Ussurifloden i östra Sibirien, Kamtjatka och Japan; däremot undviker den Pyreneerna, Iberiska halvön och Italien. Den har även påträffats i Kina. I Nordamerika finns humlan från västra Alaska och nordvästra Kanada till Hudson Bay i öster och södra Alberta i söder. I Sverige är den funnen i större delen av landet, i Norrland dock främst längs kusten, och mindre sällan i inlandet. I Finland finns den i hela landet, från Åland och sydkusten till norra Lappland.

## Beskrivning
Arten är en medelstor, korttungad humla. Drottningen blir 18–20 millimeter lång, arbetaren 9–16 millimeter och hanen 13–16 millimeter. Humlan är svart med gul krage. Till skillnad från fallet hos den ljusa jordhumlan når denna nedanför vingfästet. Dessutom har den ett gult band långt framme på bakkroppen samt vit bakkroppsspets. Hanen har mörk nos. Humlan är generellt tämligen rufsig.

## Ekologi
I norra delen av det eurasiska utbredningsområdet lever den främst på slättmark, gärna ljunghedar. I Europa kan den också förekomma i parker och trädgårdar. Längre söderut är den främst en bergsart. I Nordamerika håller den till i de nordliga tundra- och tajgaområdena.
Kända näringsväxter är videarter (som sälg), vallört och mjölkört.

## Status
Internationellt klassificerar IUCN arten under kunskapsbrist ("DD"), men i Europa klassificerar samma organisation den som livskraftig ("LC"). Även i Sverige och Finland är arten klassificerad som livskraftig.

## Taxonomi
Arten erkändes som sagt som art relativt nyligen; en del auktoriteter har dock varit sena med att acceptera detta, utan betraktar gärna taxonet som en form av ljus jordhumla, Bombus lucorum.